# Zaslucicea, Dubrovîțea
Zaslucicea (în ucraineană Заслуччя) este un sat în comuna Kolkî din raionul Dubrovîțea, regiunea Rivne, Ucraina.

## Demografie
Componența lingvistică a localității Zaslucicea
     Ucraineană (99,54%)
     Alte limbi (0,46%)
Conform recensământului din 2001, majoritatea populației localității Zaslucicea era vorbitoare de ucraineană (99,54%), existând în minoritate și vorbitori de alte limbi.